# Hexisopus pusillus
Espèce
Hexisopus pusillus est une espèce de solifuges de la famille des Hexisopodidae.

## Distribution
Cette espèce est endémique de Namibie. Elle se rencontre vers Berghof.

## Publication originale
- Lawrence, 1962 : Solifuges, Scorpions and Chilopoda of the Namib Desert. Annals of the Transvaal Museum, vol. 24, p. 213-222.